# فلوید ویوینو
فلوید ویوینو (انگلیسی: Floyd Vivino؛ زادهٔ ۱۹ اکتبر ۱۹۵۱) هنرمند و ایفاکننده برنامه‌های تلویزیون و فیلم اهل ایالات متحده آمریکا است.
وی زاده پترسون، نیوجرسی و بزرگ شده گلن راک، نیوجرسی است.
عمده شهرت وی به خاطر برنامه «نمایش عمو فلوید» است که بین سال‌های ۱۹۷۴ تا ۱۹۹۸ پخش می‌شده‌است.
وی در چندین اثر نیز به عنوان بازیگر حضور داشته که از آن جمله می‌توان به قانون و نظم اشاره نمود.

## گزیده فیلمشناسی
از فیلم‌ها یا برنامه‌های تلویزیونی که وی در آن نقش داشته‌است می‌توان به آثار زیر اشاره کرد.
- صبح بخیر، ویتنام (۱۹۸۷)